# اونانتنا پالگامدا
اونانتنا پالگامدا (به لاتین: Unantenna Pallegammedda) یک منطقهٔ مسکونی در سری‌لانکا است که در استان مرکزی (سری‌لانکا) واقع شده‌است.